# Šetarova
Šetarova – wieś w Słowenii, w gminie Lenart. W 2018 roku liczyła 54 mieszkańców.